# O Argos
O Argos foi um jornal da província do Amazonas, no Brasil imperial, com o cunho editorial Republicano.
Fundado em 1870, foi o primeiro jornal republicano da província e sua primeiro edição ocorreu em 9 de abril deste ano. Sua extinção ocorreu em 30 de junho de 1872.